# Otto Rudolf Schatz

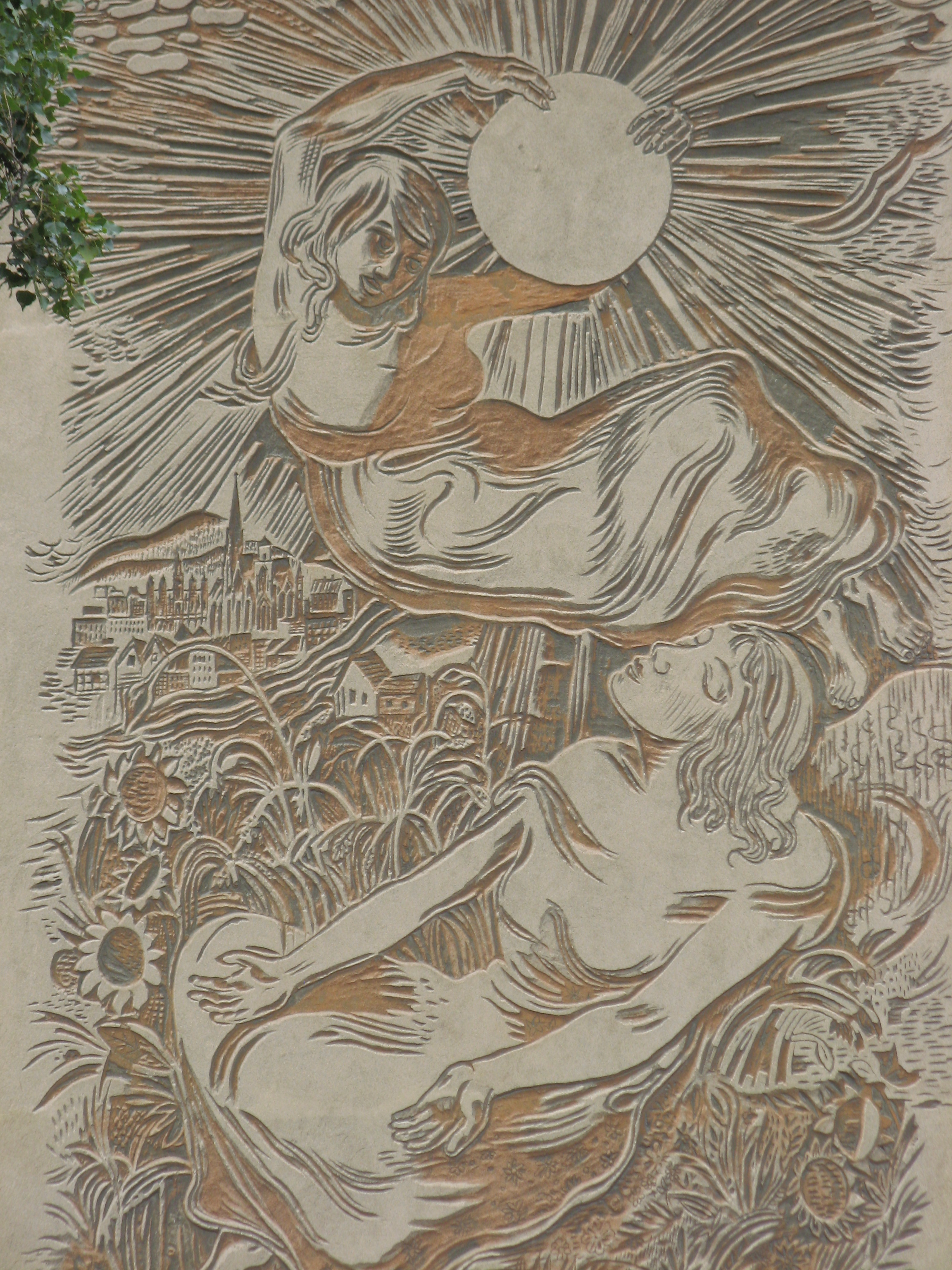
Sgraffito Feuer und Erde (1949) von Otto Rudolf Schatz, Hohenbergstraße 32, Wien 12

Otto Rudolf Schatz (* 18. Jänner 1900 in Wien; † 26. April 1961 ebenda) war ein österreichischer Maler und Grafiker.

## Leben
Der Sohn einer Beamtenfamilie absolvierte die Wiener Kunstgewerbeschule bei Oskar Strnad und Anton von Kenner. Mit 22 Jahren trat der auf der politischen Linken engagierte Künstler bereits als Buchillustrator für Arthur Roessler hervor, später auch für Josef Luitpold Stern (Der entwurzelte Baum, Die neue Stadt, Die Rückkehr des Prometheus). Schatz illustrierte in der Zwischenkriegszeit vor allem Literatur aus dem Strom-Verlag (u. a. Stefan Zweig, Jack London, daneben auch Upton Sinclairs „Co-op“ und Peter Roseggers „Jakob der Letzte“).
1925 erhielt Schatz den Großen Staatspreis, 1928–38 war er Mitglied des Hagenbundes. Während des Zweiten Weltkrieges lebte Schatz in Brünn, Prag und wurde später in ein KZ-Außenlager des KZ Groß-Rosen in Gräditz eingeliefert, da er durch seine Heirat als „jüdisch versippt“ galt. Schatz wurde nach seiner Rückkehr durch den Wiener Kulturstadtrat Viktor Matejka gefördert. Sein erster Preis für die Ausgestaltung des Wiener Westbahnhofs blieb unrealisiert.
Schatz hat hauptsächlich als Holzschneider gearbeitet – mehr als 1500 Motive sind überliefert. Im Handel tauchen auch Ölbilder und vereinzelt Erotica auf. Als Sammler und Propagator des Künstlers ist nach dessen Tod Wilfried Daim aufgetreten. Daim hat auch die 1926–1929 geschaffenen Holzdrucke zu Ernst Preczangs Gedicht „Stimme der Arbeit“ rekonstruiert und das Buch 1999 als Faksimile ediert.
Das ehrenhalber gewidmete Grab von Otto Rudolf Schatz befindet sich am Neustifter Friedhof in Wien.

## Denkmalschutz
Das Bild Blick auf den Stephansdom vom ersten Wiener Hochhaus wurde unter Denkmalschutz gestellt.

## Werke
- Jazzband (Privatbesitz), 1927, Öl auf Holz, 50 × 48 cm
- Ballonverkäufer (Wien, Belvedere, Inv. Nr. 8680), 1929, Öl auf Leinwand, 190 × 110 cm
- Schaustellung (Hans Schmid Privatstiftung), 1930, Öl auf Leinwand, 193 × 170 cm
- Die Kniende (Wien Museum, Inv. Nr. 145018), 1930, Öl auf Hartfaserplatte, 120 × 91,8 cm
- Zerstörter Kai (Wien Museum, Inv. Nr. 72456), 1945, Öl auf Leinwand, 141 × 160 cm
- Porträt Viktor Matejka (Wien Museum, Inv. Nr. 213310), um 1947, Öl auf Leinwand, 81 × 65,5 cm
- Blick auf den Stephansdom vom ersten Wiener Hochhaus (Sammlung Daim), um 1955, Öl auf Leinwand, 119 × 149 cm
- Festwocheneröffnung vor dem Wiener Rathaus (Wien, MUSA, inv. Nr. Alt 1388/0), 1956, Öl auf Leinwand, 82 × 105 cm
- Zirkus Apollo (Wien Museum, Inv. Nr. 301556), 1956, Öl auf Leinwand, 75,1 × 96 cm

## Ausstellungen
- Otto Rudolf Schatz & Carry Hauser. Im Zeitalter der Extreme. Wien Museum, 2016.